# Марков, Любомир
Любомир Марков (болг. Любомир Марков; род. 14 августа 1927) — болгарский боксёр, представитель лёгкой весовой категории. Выступал за сборную Болгарии по боксу в первой половине 1950- годов, призёр международных турниров и матчевых встреч, участник чемпионата Европы в Варшаве и летних Олимпийских игр в Хельсинки.

## Биография
Любомир Марков родился 14 августа 1927 года.
Впервые заявил о себе на международной арене в сезоне 1950 года, когда вошёл в состав болгарской национальной сборной и принял участие в матчевой встрече со сборной Румынии в Бухаресте. Тем не менее, уступил своему оппоненту Георге Фьяту по очкам.
В 1951 году в лёгкой весовой категории одержал победу на домашнем международном турнире «Странджа» в Софии.
В 1952 году в Москве участвовал в матчевых встречах со сборными Чехословакии и СССР, проиграл по очкам советскому боксёру Анатолию Грейнеру. Благодаря череде удачных выступлений удостоился права защищать честь страны на летних Олимпийских играх 1952 года в Хельсинки — уже в стартовом поединке категории до 60 кг со счётом 0:3 потерпел поражение от немца Ханса-Вернера Волерса и сразу же выбыл из борьбы за медали.
После хельсинкской Олимпиады Марков остался в составе боксёрской команды Болгарии и продолжил принимать участие в крупнейших международных турнирах. Так, в 1953 году он выступил на чемпионате Европы в Варшаве, где на стадии четвертьфиналов лёгкого веса был остановлен советским боксёром Владимиром Енгибаряном, который в итоге и стал победителем этого европейского первенства. Также Любомир Марков отметился выступлением в матчевой встрече «Быдгощ — София» в Польше, выиграв у поляка Здислава Сочивиньского.